# تونی اتکینسون
تونی اتکینسون (انگلیسی: Tony Atkinson; ۴ سپتامبر ۱۹۴۴ – ۱ ژانویهٔ ۲۰۱۷) اقتصاددان بریتانیایی و استاد مدرسه اقتصاد لندن بود. وی از شاگردان جیمز مید اقتصاددان برنده جایزه نوبل به‌شمار می‌رفت و بیش از ۴ دهه بر روی موضوعات مرتبط با نابرابری و فقر پژوهش کرد. اتکینسون برنده جایزه لژیون دونور (شوالیه) شده بود.